# Milk River, British Columbia
Milk River är ett vattendrag i Kanada.   Det ligger i provinsen British Columbia, i den centrala delen av landet, 3 300 km väster om huvudstaden Ottawa.
I omgivningarna runt Milk River växer i huvudsak barrskog. Trakten runt Milk River är nära nog obefolkad, med mindre än två invånare per kvadratkilometer.